# Aníbal León Bustos
Aníbal León Bustos (Talca, 19 de abril de 1892-Linares, 12 de junio de 1975) fue un ingeniero agrónomo, agricultor y político chileno, que se desempeñó como ministro de Agricultura de su país, durante el segundo gobierno del presidente Carlos Ibáñez del Campo entre 1955 y 1956.

## Familia y estudios
Nació en la comuna chilena de Talca el 19 de abril de 1892, hijo de Justo Pastor León Verdugo y Clorinda Bustos. Realizó sus estudios primarios y secundarios en el Liceo de Talca. Continuó los superiores en la Universidad de Chile, titulándose como ingeniero agrónomo el 19 de mayo de 1915, con la tesis La industria de la azúcar de betarraga en Chile.
Se casó en Linares el 27 de octubre de 1930 con Felicia Echevarría Larrazábal, con quien tuvo dos hijos: Raimundo y Ana Felicia, de profesión ingeniero agrónomo y profesora de historia, respectivamente.

## Carrera profesional
Se dedicó a la agricultura en Constitución, explotando el fundo de su padre "Pantanillos" y luego los fundos de la localidad de Galumavida, de díez mil hectáreas y Huillín, de mil hectáreas, ambas de la misma comuna.
En 1922, se hizo cargo de los "Huertos de Negrete", situados en la primera estación de Coihue a Mulchén. Más tarde, se trasladó a los manzanares de Picoltué, la Granja y los Huinganes, y entre 1924 y 1926, se hizo cargo del gran manzanar del fundo "Colicheo", propiedad del abogado y político liberal, Enrique Zañartu.
En octubre de 1930, se mudó a Linares como ingeniero agrónomo provincial del Ministerio de Agricultura; dedicándose a fomentar las plantaciones forestales, en los cerros de Constitución y Chanco. Asimismo, se le encargó las tareas de impulsar la construcción del camino de Cauquenes a Parral, de los puentes de concreto sobre los ríos de Perquilauquén y de Cauquenes; de los embalses de los ríos Tutuvén y Purapel; de los caminos de Chanco a Constitución y San Javier; y del Puente Sifón, sobre el río Loncomilla.
Por otra parte, se le encomendó organizar a los productores de manzanas en cooperativas y destinar atención preferente al cultivo del trigo; al secado de arroz de Linares; a la creación de la Escuela Agrícola "José Luis Basoalto", de Panimávida; a los ensayos de la betarraga sacarina; a la formación de las Cooperativas Vitivinícolas de Cauquenes y Linares; a las Cooperativas para productores de leche, de remolacha; y a la formación del Centro Agronómico, entidad de la cual fue su primer presidente.

## Carrera política
Con ocasión de la segunda administración del presidente Carlos Ibáñez del Campo, el 9 de diciembre de 1955, fue nombrado como titular del Ministerio de Agricultura, función que ocupó hasta el 24 de mayo de 1956. Durante su gestión, se enfocó en que el gobierno de Chile dispusiera las construcciones de los embalses Bullileo y Digua (en Parral), y del puente Sifón sobre el río Loncomilla, para de esa manera, mover las aguas del río Putagán y poder regar la extensa zona de "El Melozal" (en San Javier). Además, fue uno de los planificadores de la laguna del Maule y de su sistema de regadío; así como también, desarrolló en todo el país, el primer programa de transferencia tecnológica, llevándose a cabo el 1.° Congreso Internacional del Vino.
En 1967, fue declarado como «Hijo Ilustre» por la Municipalidad de Linares. Falleció en dicha comuna el 12 de junio de 1975, a los 83 años.

## Homenajes
En 1981 por solicitud del Rotary Club de Linares, el alcalde de esa comuna, Luis Opazo Rodríguez, emitió un decreto por el cual se denominó el nombre del acceso a Linares desde la Ruta 5, conocido como "Salida a Palmilla", como "Avenida Aníbal León Bustos". En marzo de 2001, frente a la Avenida Chorrillos de la misma comuna, fue erigido un monolito con una placa, y que contó con la presencia del alcalde Luis Navarrete Carvacho, el cual reza lo siguiente:

"Aníbal León Bustos" (1892-1975)
-.Hijo Ilustre de Linares.- Visionario Ingeniero Agrónomo y Ministro de Agricultura.- Sus ideas activan el progreso de Linares y la Región del Maule.- Puente Sifón, Embalses Ancoa, Digua y Bullileo, Canal Maule Sur y otros.- Introducción e industrialización del arroz y la remolacha.- Impulsor del concepto red vial como apoyo a la agroindustria: caminos productivos, Paso Pehuenche y Puerto de Maguillines.- Linares, marzo 2001".